# Jiroft
Jiroft (persiska جيرفت) är en stad i södra Iran. Den ligger i provinsen Kerman och har cirka 130 000 invånare. Staden kallades förr Sabzewaran.
Jiroft är känt för de arkeologiska utgrävningarna av Jiroftkulturen i staden.